# Valle-di-Rostino
Valle-di-Rostino (korsisch A Valle di Rustinu; italienisch Valle di Rostino) ist eine Gemeinde auf der französischen Insel Korsika. Sie gehört zur Region Korsika, zum Département Haute-Corse, zum Arrondissement Corte und zum Kanton Golo-Morosaglia. Die Bewohner nennen sich Vallais oder Vallacci.

## Geographie
Das Siedlungsgebiet liegt durchschnittlich auf 600 Metern über dem Meeresspiegel und besteht aus den Dörfern Valle, Terlaia, Casa Pitti und Grate. Die Nachbargemeinden sind Canavaggia im Norden, Castello-di-Rostino im Nordosten und Osten sowie Morosaglia im Süden und Westen.

## Bevölkerungsentwicklung
| Jahr      | 1962 | 1968 | 1975 | 1982 | 1990 | 1999 | 2008 | 2012 |
| --------- | ---- | ---- | ---- | ---- | ---- | ---- | ---- | ---- |
| Einwohner | 153  | 131  | 115  | 108  | 83   | 83   | 132  | 114  |

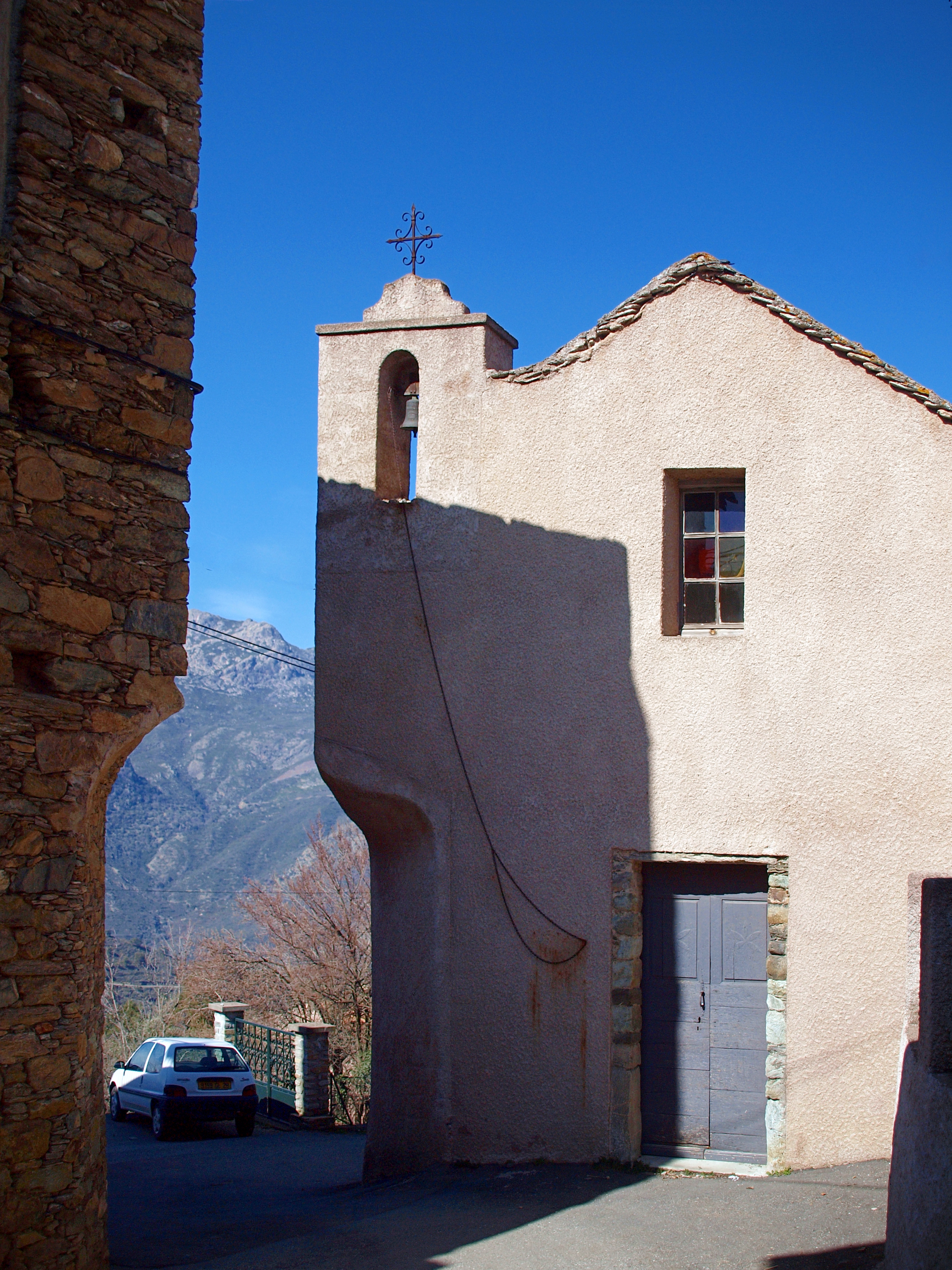
Chapelle de Valle
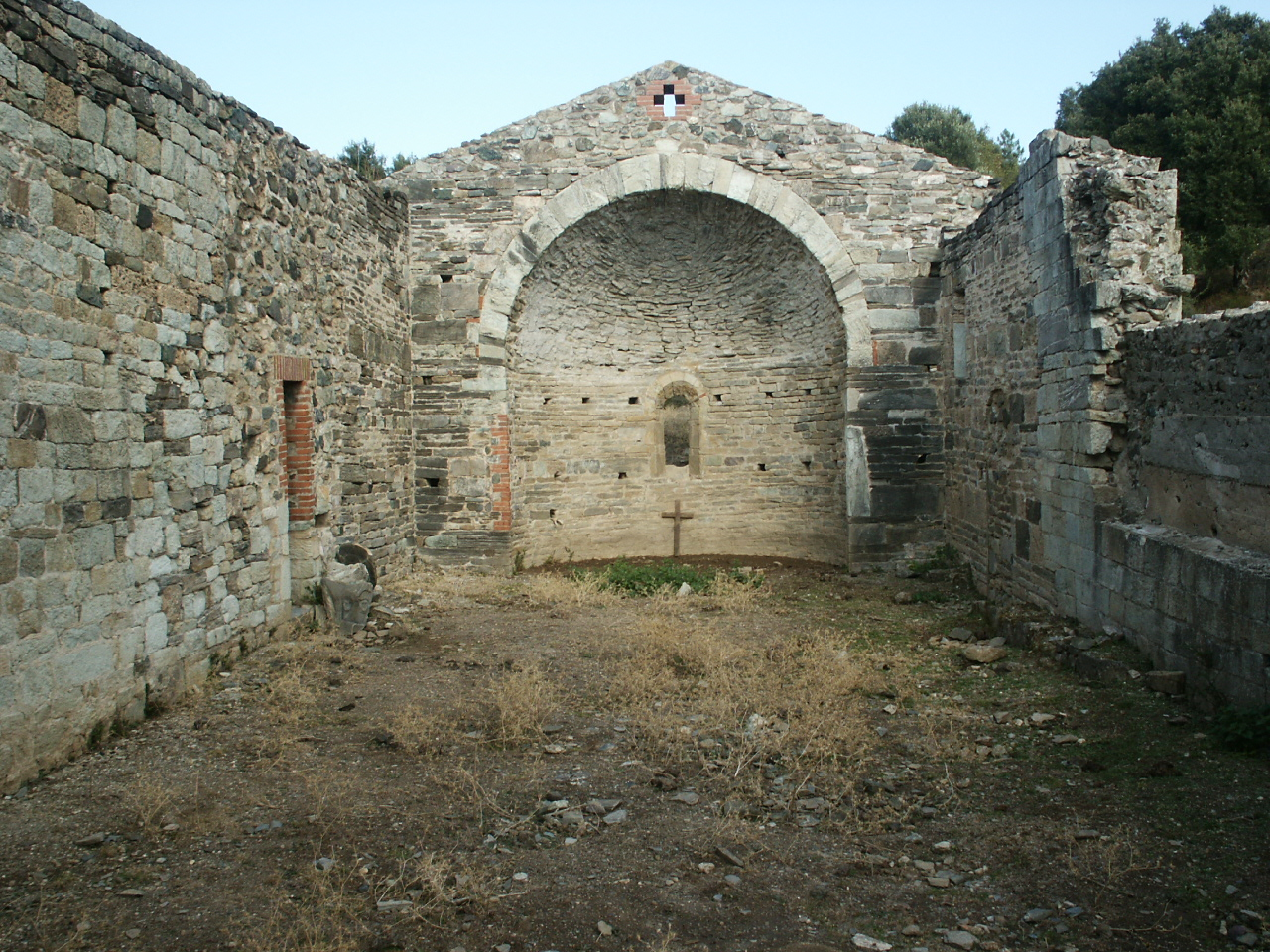
Kirchenruine Riscamone
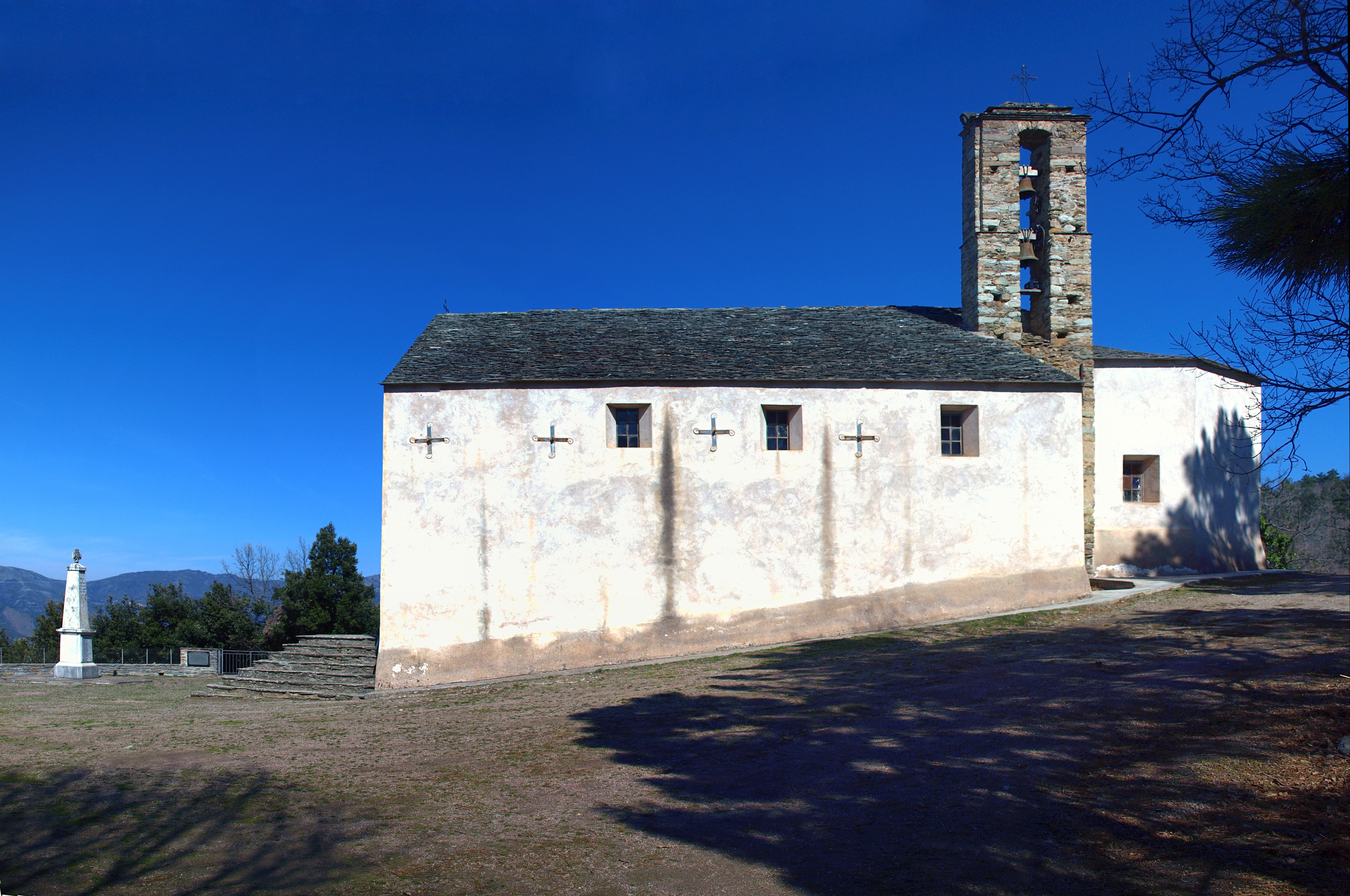
Kirche Saint-Michel
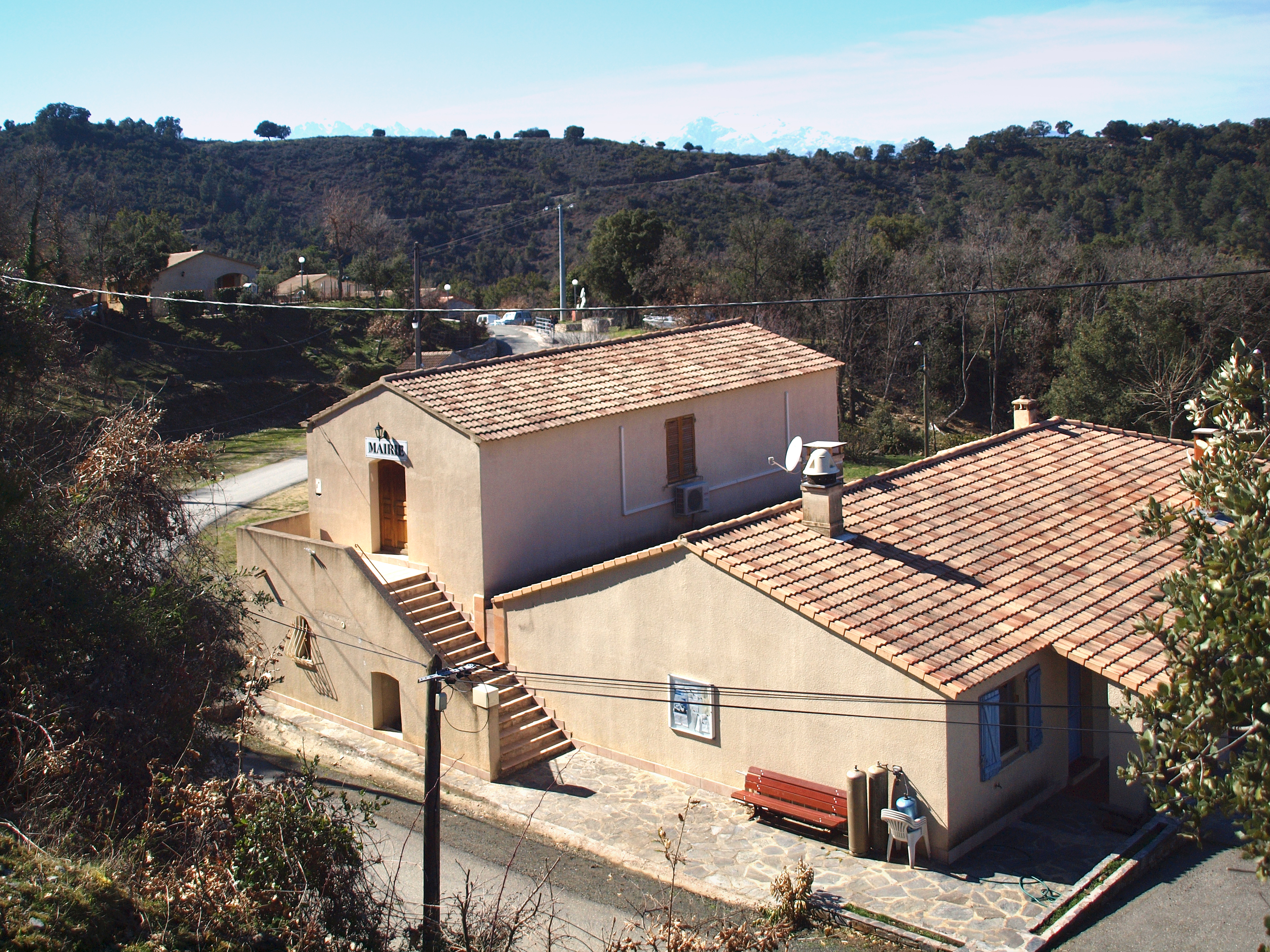
Mairie Valle-di-Rostino
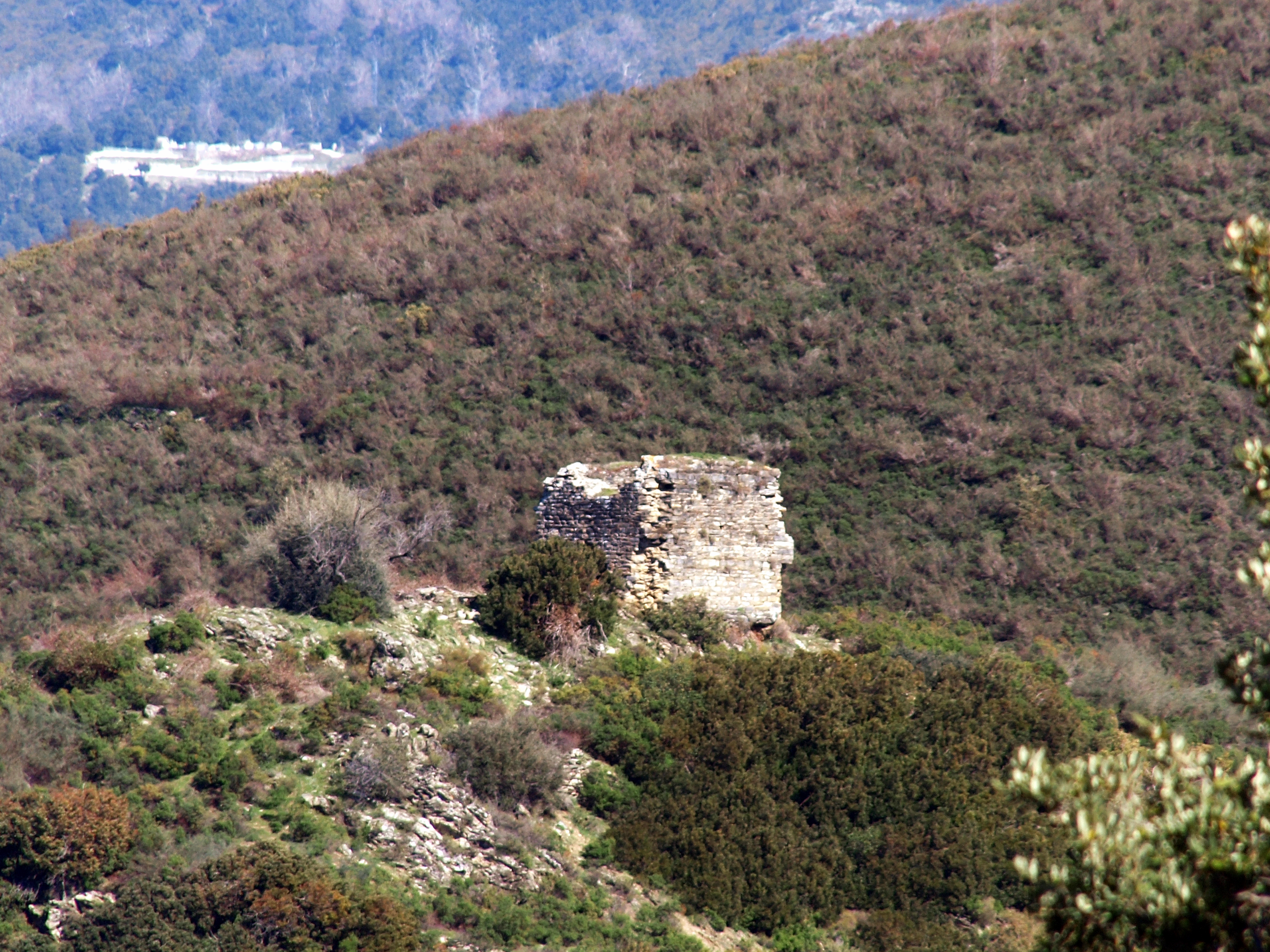
Turmruine